# Барабинск
Барабинск (на руски: Барабинск) е град в Русия, административен център на Барабински район, Новосибирска област. Населението на града към 1 януари 2018 година е 28 941 души.

## История
Селището е основано през 1893 година, през 1917 година получава статут на град.